# Мемоари невидљивог човека
Мемоари невидљивог човека (енгл. Memoirs of an Invisible Man) је амерички научно фантастични мистеријски филм из 1992. године, режисера Џона Карпентера у продукцији компаније Le Studio Canal+, са Чеви Чејсом, Дерил Ханом, Сем Нилом, Мајкл Мекином и Стивеном Тоболовским у главним улогама.

## Радња
Радња филма се одвија отприлике 1990-их година у Сједињеним Државама и изграђена је као успомене на протагонисте. Берзански мешетар Ник Халовеј упознаје Алис Монро, редитељку документарних филмова са Смитсонијан института. Након брзог сексуалног сусрета у тоалету ресторана, пристају да се поново сретну. Следећег дана, Ник долази на конференцију за штампу у Магнаскопикс Корпорејшон мамуран, одлази и одлучује да одспава од пола сата. Службеник, кога је питао где је тоалет, случајно проспе кафу по тастатури компјутера, што доводи до кратког споја у једној од лабораторија, до пожара и као резултат тога фантастичног ефекта невидљивости неких делова Зграда. Ник је преспавао општу евакуацију и као резултат тога постао невидљив човек. Чувши разговор спасилаца који су изнели његово тело о вивисекцији, Ник је побегао. Постао је мета амбициозног агента ЦИА Дејвида Џенкинса. Службеник тајне службе ће од невидљивости направити супер шпијуна. Међутим, главна потешкоћа Никове тренутне ситуације била је у томе што сада не може да се појави у нормалном облику пред својом вољеном девојком.
Ситуација изгнаника приморала је Ника да побегне из Сан Франциска у сеоску кућу свог пријатеља Џорџа Талбота, где се коначно може одморити од прогона. Служба доставе у Америци постављена је на тако висок ниво да би могао да живи цео живот а да се не покаже пред очима других. Ник може да води своју радну активност само уз помоћ рачунара и модема.
Мирни живот се завршио доласком Џорџа и његове супруге, Никове вољене девојке Алис и Ричарда, који су тражили њену наклоност. Чекајући да Алис остане сама, Ник се усудио да се отвори и исприча јој (која се опоравила од првобитног шока) о свом тренутном стању. И све би било сјајно да није било свеприсутног агента Џенкинса, који је и овде ушао у траг Нику. Нашминкани невидљиви човек и његова девојка морали су да беже, али је агент ЦИА-е кренуо трагом и постигао циљ: сустигао је Ника Халовеја и остао сам са њим на једном од спратова небодера у изградњи. Ник превари Џенкинса да падне и лажира сопствену смрт. На крају, остајући невидљив, Ник се настани са Алисом у кући у планини. 

## Улоге
| Глумац             | Улога                          |
| ------------------ | ------------------------------ |
| Чеви Чејс          | Ник Хеловеј                    |
| Дерил Хана         | Алис Монро                     |
| Сем Нил            | Дејвид Џенкинс                 |
| Мајкл Мекин        | Џорџ Телбот                    |
| Стивен Тоболовски  | Ворен Синглтон                 |
| Џим Нортон         | доктор Бернард Вокс            |
| Пет Скипер         | Мориси                         |
| Пол Пери           | Гомез                          |
| Ричард Епкар       | Тајлер                         |
| Стивен Бар         | Клилен                         |
| Грегори Пол Мартин | Ричард                         |
| Патриша Хитон      | Елен                           |
| Бери Кивел         | пијани бизнисмен               |
| Доналд Ли          | таксиста                       |
| Розалинд Чао       | Кејти ДиТола                   |
| Џеј Гербер         | Роџер Витмен                   |
| Шеј Дафин          | Патрик, бармен                 |
| Едмунд Л. Шеф      | Едвард Шнајдерман              |
| Сем Андерсон       | председник Представничког дома |